# Masdevallia castor
Masdevallia castor là một loài thực vật có hoa trong họ Lan. Loài này được Luer & Cloes mô tả khoa học đầu tiên năm 2001.